# Премонстранти
Премонстра́нти («Орден регулярних каноників-премонстрантів», лат. Candidus et Canonicus Ordo Praemonstratensis, OPraem) — католицький чернечий орден, заснований 1120 року святим Норбертом Ксантенським в абатстві Премонтре, яке розміщене неподалік від пікардійського міста Лан. Ім'я орден отримав за назвою абатства, члени ордена також йменувались норбертанцями чи норбертинцями за іменем засновника.

## Історія

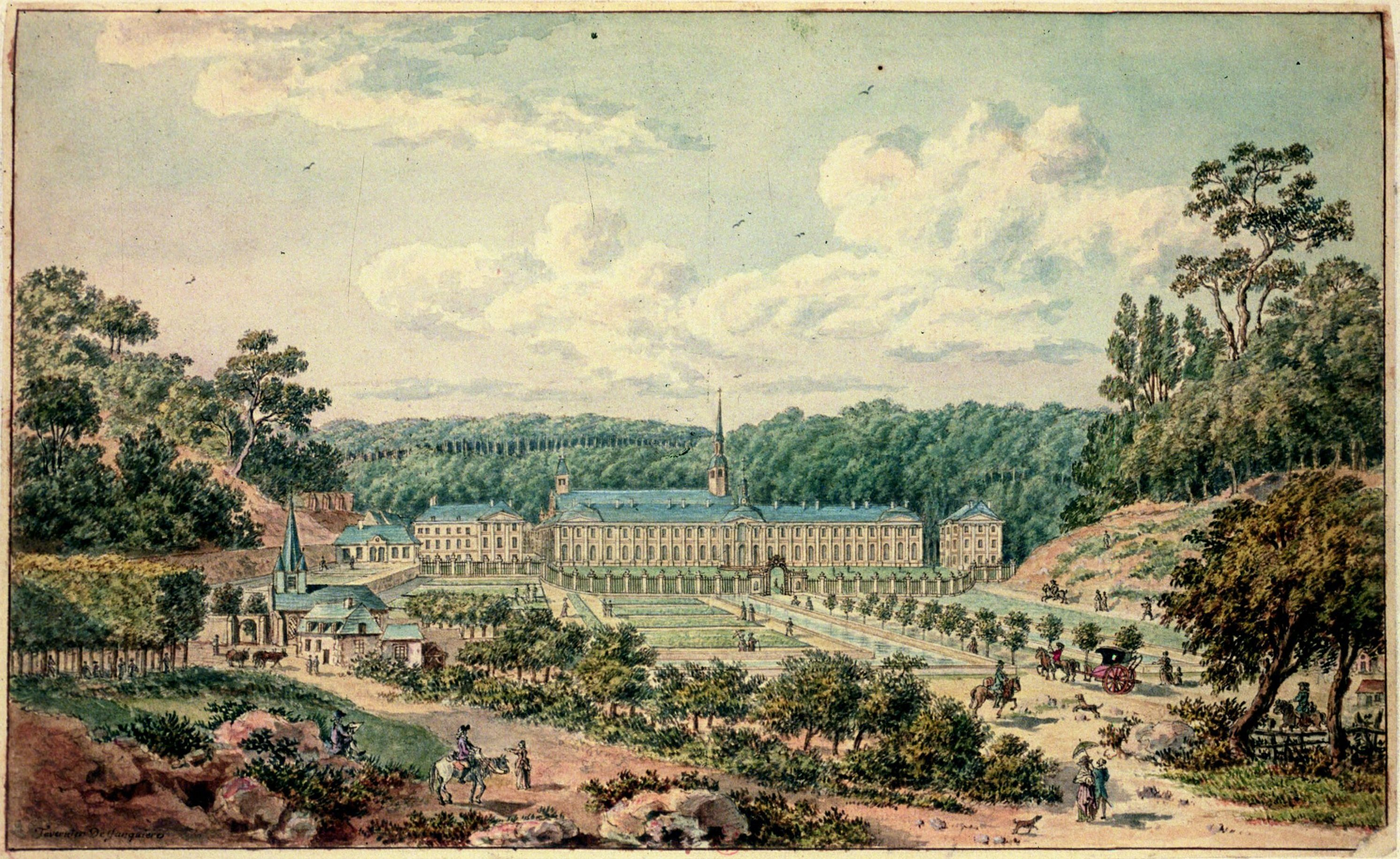
Абатство Премонтре. XVII століття

Статут ордена затверджено 1126 року. Премонстранти швидко поширились у Західній Європі, до середини XIV століття орден мав понад 1300 монастирів. Орден відіграв важливу роль у християнізації території між Ельбою та Одером, в тому числі й полабських слов'ян. В Англії премонстранти до моменту їхнього розпуску Генріхом VIII мали 35 монастирів.

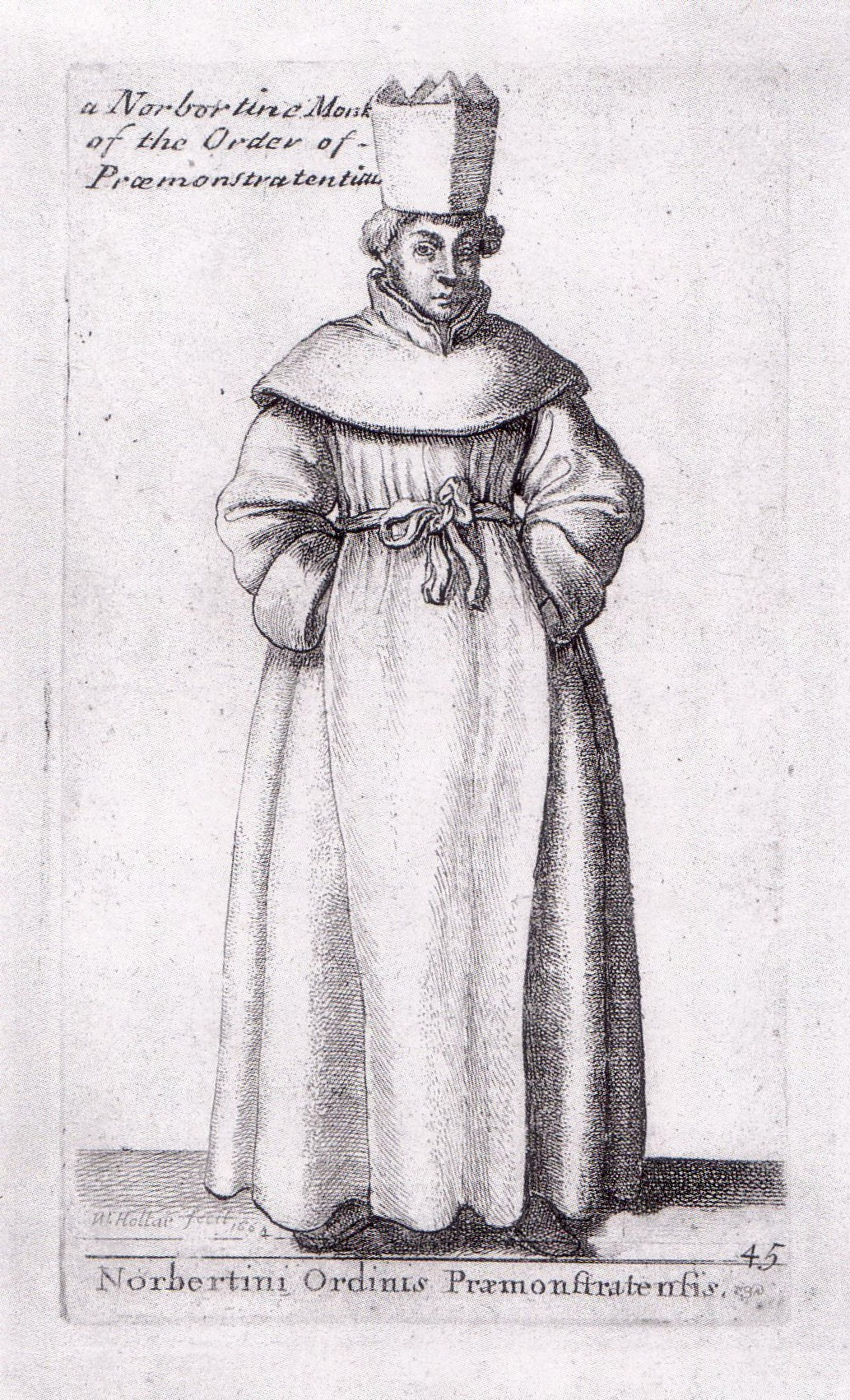
Чернець-премонстрант. Гравюра XVII століття

У період реформації діяльність ордену була заборонена в Німеччині, а під час Великої Французької революції — у Франції. Були конфісковані всі монастирі, в тому числі й батьківщина ордена — Премонтре. До початку XIX століття премонстранти були практично знищені, збереглось тільки 8 монастирів (всі в Австрії). У другій половині XIX та у XX столітті орден знову піднявся, число монастирів зросло до 20 до початку XX століття та до 80 до кінця.

## Діяльність
Духовність премонстрантів близька до духовності августинців, вони також керуються в чернецькому житті «Статутом святого Августина». Оскільки святий Норберт був другом знаменитого цистерціанця святого Бернарда Клервоського, на заснований ним орден також сильно вплинула духовність цистерціанців.
2010 року премонстранти налічували 1209 осіб, з них 918 священників. Ордену належало 79 монастирів, в тому числі й жіночі. Монастирі ордена розміщуються, здебільшого, в Європі — Бельгії, Нідерландах, Франції, Німеччині, Австрії, Угорщині. Премонстранти мають також громаду терціаріїв.

## Відомі премонстранти
- Норберт Ксантенський, засновник ордена (1080—1134)
- Захарія Хризополітан — середньовічний богослов
- Йоганнес Цан (1641—1707) — середньовічний оптик, один з авторів камери-обскури
- Прокоп Дивиш (1698—1765) — чеський священник, теолог, природознавець, лікар, музикант, винахідник
- Амброс Йозеф Пфіффіг (1910—1998), етрусколог
- Веренфрід ван Страатен (1913—2003) — засновник доброчинної організації «Допомога Церкви в біді»